# Comté de Zutphen
1101–1581
Entités précédentes :
- Basse-Lotharingie

Entités suivantes :
- Provinces-Unies

Le comté de Zutphen se limitait à la ville du même nom. Il apparaît en 1025, avec le comte Otton Ier de Zutphen. Son petit-fils Conrad fut brièvement duc de Bavière. À sa mort, Zutphen passa à sa sœur Adélaïde. Ermengarde, petite-fille d'Adélaïde épousa vers 1116 Gérard II, comte de Gueldre. Depuis, le comté de Zutphen resta une partie intégrante du duché de Gueldre.